# Sultanat d'Utetera
1860–1887
Entités suivantes :
- État indépendant du Congo

Le Sultanat d'Utetera (1860–1887), également appelé l'État de Tippo Tip, était l'un des sultanats arabes établis en Afrique de l'Est. Cet État éphémère du XIXe siècle était dirigé par le tristement célèbre marchand d'esclaves swahili Tippo Tip (Hamad al Murjebi) et son fils Sefu. La capitale de cet État était la ville de Kasongo, située dans l'actuelle province du Maniema, en République démocratique du Congo. Le territoire contrôlé par Tippo Tip s'étendait jusqu'à l'est du Kasaï et jusqu'au bassin de l'Aruwimi à l'ouest.

## Histoire
Vers le milieu du XIXe siècle, les marchands arabes arrivent depuis la côte est-africaine dans une région sous le contrôle du Sultanat de Zanzibar. Bien que déjà engagés dans d'importantes activités commerciales variées, ils continuent à chercher de l’ivoire, de l’or et des esclaves.
Des colonies arabes et des stations commerciales s’établissent à l'intérieur de l'Afrique en plusieurs endroits, notamment dans les plus importantes stations commerciales de Lualaba, Nyangwe et Kasongo. Les marchands et explorateurs arabes ne s'intéressent pas à convertir les populations locales à leur foi, ni à nouer des liens avec les chefs locaux, mais cherchent plutôt à établir des comptoirs commerciaux et à maintenir un flux régulier de marchandises vers Zanzibar.
Le territoire contrôlé par Tippo Tip finit par devenir une partie de l'État indépendant du Congo.